# Realverkehrsteuer
Als Realverkehrsteuer wird in der Finanzwissenschaft und in der Steuerlehre eine Steuergruppe innerhalb der Verkehrsteuern bezeichnet, welche als Steuerobjekt das Halten oder die Nutzung von Verkehrsmitteln zum Gegenstand hat. Der eher selten verwendete Begriff hat seinen Ursprung im „Realverkehr“, der Realgüter als Handelsobjekt hat. 
Pendant ist der „Nominalverkehr“ mit seinen Nominalgütern und der Nominalverkehrsteuer. Heinz Kolms ordnet die Umsatzsteuer und Grunderwerbsteuer den Realverkehrsteuern zu; Börsenumsatzsteuer, Gesellschaftsteuer, Rennwett- und Lotteriesteuer oder Wertpapiersteuer entsprechend den Nominalverkehrsteuern. In Deutschland wird im Steuerrecht, vor allem in der Amtssprache und in der Finanzwissenschaft, traditionell das Fugen-s weggelassen (Körperschaftsteuer, Verbrauchsteuer, Aufwandsteuer); in Österreich und der Schweiz dagegen meist verwendet.

## Steuerobjekte
Bereits im Juli 1963 stellte das Bundesverfassungsgericht (BVerfG) fest: „Zum Wesen der Verkehrsteuern gehört, dass sie an Akte oder Vorgange des Rechtsverkehrs, an einen rechtlichen oder wirtschaftlichen Akt, an die Vornahme eines Rechtsgeschäfts oder einen wirtschaftlichen Vorgang oder einen Verkehrsvorgang anknüpfen“. Der Begriff der Verkehrsteuer muss in Art. 106 Abs. 1 Nr. 3 Variante 3 GG daher als Oberbegriff für Rechtsverkehrsteuern und Realverkehrsteuern verstanden werden. Die unterschiedliche Anknüpfung an Vorgänge des Rechtsverkehrs sowie an Akte des technischen (realen) Verkehrs hatte dabei zur Unterscheidung von Rechtsverkehr- und Realverkehrsteuern geführt.
Die Reichweite des Tatbestands der Realverkehrsteuer ist durch das BVerfG bislang nicht abschließend geklärt. Generell knüpfen Realverkehrsteuern an die Fortbewegung von Gütern (Güterverkehr) und Personen (Personenverkehr) an.

## Einteilung der Verkehrsteuern
Joachim Lang unterteilte 1998 die Verkehrsteuern in Rechtsverkehrsteuern und Realverkehrsteuern. Diese Auffassung wird auch vom BVerfG vertreten. Der Begriff der Verkehrsteuern muss in Art. 106 Abs. 1 Nr. 3 Variante 3 GG daher als weiter Oberbegriff für Rechtsverkehrsteuern und Realverkehrsteuern verstanden werden.
Heute wird allgemein davon ausgegangen, dass die Verkehrsteuern aus einer allgemeinen Verkehrsteuer (Umsatzsteuer) und Spezialverkehrsteuern bestehen:
| Steuergruppe             | Steuerart | Steuerobjekt |
| ------------------------ | --- | --- |
| Allgemeine Verkehrsteuer | Umsatzsteuer | Besteuerung von Umsatzerlösen aus der Veräußerung von Gütern und Dienstleistungen |
| Rechtsverkehrsteuern     | Feuerschutzsteuer Grunderwerbsteuer Rennwett- und Lotteriesteuer Schankerlaubnissteuer Spielbankabgabe Versicherungsteuer | Besteuerung von Versicherungsprämien für Feuerversicherungen Besteuerung vom Grundstückserwerb Besteuerung von Rennwetten und Lotterien Besteuerung der Schankerlaubnis Besteuerung der Betreiber öffentlicher Spielbanken Besteuerung des Abschlusses von Versicherungsverträgen |
| Kapitalverkehrsteuern    | Börsenumsatzsteuer Finanztransaktionssteuer Gesellschaftsteuer Wertpapiersteuer                                           | Umsatz an Effekten Besteuerung von börslichen und außerbörslichen Finanztransaktionen Besteuerung des Ersterwerbs von Anteilen an Kapitalgesellschaften Besteuerung der Anschaffung von Schuldverschreibungen                                                                     |
| Realverkehrsteuern       | Kraftfahrzeugsteuer Nahverkehrsabgabe und City-Maut                                                                       | Besteuerung des Kraftfahrzeughaltens Besteuerung des ÖPNV und der Nutzung der Verkehrsinfrastruktur in Städten |

Sämtliche Kapitalverkehrsteuern wurden in Deutschland bis Dezember 1991 abgeschafft.

## Steuerarten
Eine echte Realverkehrsteuer war die im Dezember 1972 aufgehobene Straßengüterverkehrsteuer. Einzige, in Deutschland verbliebene Steuerart innerhalb der Realverkehrsteuern ist die Kraftfahrzeugsteuer, die gleichzeitig zu den Aufwandsteuern gehört. Es wird auch die Meinung vertreten, dass die Kraftfahrzeugsteuer keine Realverkehrsteuer sei, weil sie lediglich das Halten eines Kraftfahrzeuges (§ 1 Abs. 1 KraftStG) und nicht das Fahren mit dem Kraftfahrzeug besteuere. Sie sei auch keine Rechtsverkehrsteuer, weil sie nicht auf die Kfz-Zulassung abstelle.
Die im Januar 2011 neu geschaffene Luftverkehrsteuer ist ebenfalls eine Aufwandsteuer. Sie knüpft genau genommen nicht an den Rechtverkehrsakt „Erwerb eines Flugtickets“ an, sondern an die tatsächliche Nutzung eines Passagierflugzeuges (§ 1 Abs. 2 LuftVStG). Verfassungsrechtlich ist sie jedoch weder eine Aufwand- noch eine Rechtsverkehrsteuer, sondern eine sonstige, auf motorisierte Verkehrsmittel bezogene Verkehrsteuer nach Art. 106 Abs. 2 Nr. 3 GG.
Die vieldiskutierte und im Ausland vielfach erhobene Nahverkehrsabgabe (City-Maut) ist eine echte Realverkehrsteuer.